# David Scharfstein
David S. Scharfstein (* 1960) ist ein US-amerikanischer Wirtschaftswissenschaftler.

## Werdegang, Forschung und Lehre
Scharfstein studierte zunächst an der Princeton University, wo er 1982 an der Woodrow Wilson School of Public and International Affairs als Bachelor of Arts summa cum laude graduierte. 1986 schloss er sein anschließendes Studium am Massachusetts Institute of Technology als Ph.D. ab, dabei wurde er von den späteren Wirtschafts-Nobelpreisträgern Oliver Hart und Eric S. Maskin betreut.
Nach einem einjährigen Aufenthalt als Assistant Professor an der Harvard Business School kehrte Scharfstein 1987 an die Sloan School of Management ans MIT zurück. Zwischenzeitlich dort auch als Associate Professor tätig wurde er im Juli 1994 zum ordentlichen Professor berufen. Von 1993 bis 1995 war er Sloan Research Fellow. 2003 folgte er einem Ruf der Harvard Business School. Dort saß er zwischen 2015 und 2017 der wirtschaftswissenschaftlichen Fakultät vor.
Scharfstein war unter anderem für den United States Deputy Secretary of the Treasury und das Executive Office of the President of the United States während der Obama-Administration tätig. Er gehörte der Chefredaktion des Journal of Economic Literature, des RAND Journal of Economics und der Economics Letters an. 2006 bis 2009 war er Direktor der American Finance Association, zu deren Präsident er 2017 gewählt wurde.
Scharfsteins Arbeitsschwerpunkt liegt auf verschiedenen Themenkomplexen im Bereich der Finanzwissenschaft. Dabei setzt er sich insbesondere mit der Regulierung des Banken- und Finanzsektors, dem Einfluss der Fiskalpolitik sowie Risikomanagement und Private Equity auseinander.